# Cruéjouls
Cruéjouls korábbi község Franciaország Okcitánia régiójában, Aveyron megyében. Lakosainak száma 404 fő (2018. január 1.). Cruéjouls Bertholène, Coussergues, Gabriac, Lassouts, Palmas, Pierrefiche, Sainte-Eulalie-d'Olt és Palmas d’Aveyron községekkel határos.
2016. január 1-jén Palmas és Coussergues korábbi községgel egyesült és az így létrejött Palmas d’Aveyron új község része lett.

## Népesség
A település népességének változása:
| Lakosok száma | 469  | 443  | 364  | 325  | 371  | 414  | 418  | 422  | 358  | 404  |
|               | 1962 | 1968 | 1982 | 1990 | 1999 | 2008 | 2011 | 2013 | 2017 | 2018 |